# Pietro (vescovo di Alatri)
Pietro (fl. XII secolo) è stato un vescovo cattolico italiano, vescovo di Alatri nel XII secolo.
Fu uno dei principali vescovi della diocesi di Alatri, in quanto durante il suo vescovato, l'11 gennaio 1132 vennero trasferite le spoglie di San Sisto, originalmente collocate in San Pietro in Vaticano, nella Cattedrale di San Paolo ad Alatri.